# Arbeits- und Lernsituation
Die Arbeits- und Lernsituation (ALS) ist ein Teil der neuen schweizerischen kaufmännischen Grundausbildung zur Kauffrau/zum Kaufmann. Pro Lehrjahr hat der Lernende 2 Arbeits- und Lernsituationen zu durchlaufen. Der Durchschnitt aller Noten zählt zu 25 % für den betrieblichen Teil der Lehrabschlussprüfung.

## Definition einer ALS
Während der Lehre überprüft der Berufsbildner anhand einer Arbeits- und Lernsituation (ALS) periodisch das Arbeiten und Verhalten der Lernenden im Betrieb. Der Berufsbildner wählt zum jeweiligen Bereich passende Lernziele aus dem Modelllehrgang aus und gibt diese dem Lernenden schriftlich bekannt. Der Auszubildende hat nun die Aufgabe, sich das in den Zielen beinhaltete Wissen anzueignen. Oder er muss eine kleinere zum Ziel passende, schriftliche Arbeit verfassen, welche dann bewertet wird (je nach Leistungsziel unterschiedlich). Die Überprüfung des Fachwissen erfolgt anhand eines Prüfungsgespräches mit dem Ausbilder. Mittels festgelegter Beurteilungskriterien, bewertet der Ausbildner die Fachkenntnisse des Lehrlings, die er im Zusammenhang mit den Leistungszielen haben sollte. Zudem wird auch das Verhalten des Lernenden bewertet (Verhaltenskriterien). Die Noten der ALS werden bei dem Qualifikations-Verfahren (ehemals LAP= LehrAbschlussPrüfung) angerechnet.
Während der drei Lehrjahre müssen entweder 6 ALS mit jeweils 8 Leistungszielen und 8 Verhaltenskriterien oder 3 ALS mit jeweils 12 Leistungszielen und 12 Verhaltenskriterien absolviert werden. Die ALS ersetzen die konventionellen Ausbildungsberichte und geben dem Ausbilder die Möglichkeit, das Wissen des Lernenden anhand praxisbezogener und standardisierten Leistungszielen aus dem Modelllehrgang zu beurteilen.